# 1991-es Roland Garros
Az 1991-es Roland Garros az év második Grand Slam-tornája, a Roland Garros 90. kiadása volt, amelyet május 27–június 9. között rendeztek Párizsban. A férfiaknál az amerikai Jim Courier, a nőknél a jugoszláv Szeles Mónika nyert.

## Döntők

### Férfi egyes
Jim Courier -  Andre Agassi 4-6, 5-4, 1-6, 3-6, 6-4

### Női egyes
Szeles Mónika -  Arantxa Sánchez Vicario 6-3, 6-4

### Férfi páros
John Fitzgerald /  Anders Järryd -  Rick Leach /  Jim Pugh 6-0, 7-6

### Női páros
Gigi Fernández /  Jana Novotná -  Larisa Neiland /  Natallja Zverava 6-4, 6-0

### Vegyes páros
Helena Suková /  Cyril Suk -  Caroline Vis /  Paul Haarhuis, 3-6, 6-4, 6-1

## Juniorok

### Fiú egyéni
Andrij Medvegyev –  Thomas Enqvist, 6–4, 7–6

### Lány egyéni
Anna Smashnova –  Inés Gorrochategui, 2–6, 7–5, 6–1

### Fiú páros
Thomas Enqvist /  Magnus Martinelle –  Julian Knowle /  Johannes Unterberger, 6–1, 6–3

### Lány páros
Eva Bes /  Inés Gorrochategui –  Zdeňka Málková /  Eva Martincová, 6–1, 6–3